# ゴトウ本店
株式会社ゴトウ本店（ゴトウほんてん）は、かつて和歌山県和歌山市に本社を置き、スーパーマーケットの運営を手掛けていた企業。

## 沿革
- 1953年12月 - 創業。
- 1967年1月9日 - 株式会社ゴトウ本店を設立。
- 2008年5月24日 - 和歌山県和歌山市の農業コンサルタント会社「農業総合研究所」との共同事業を開始し、堀止店を「めっけもん広場ええもんマート」として改装開店。
- 2008年7月 - CGCグループに加盟。
- 2009年6月8日 - 農産物直売所「めっけもん広場」の商標を無断使用されたとして、和歌山県紀の川市の紀の里農業協同組合が「めっけもん広場ええもんマート」を運営する当社などを相手取り、商標の使用差し止めを求めて大阪地方裁判所に提訴[3]。
- 2010年1月8日 - 大阪地方裁判所に民事再生法の適用を申請、倒産[4]。負債総額は約29億円（2010年1月12日時点）[5]。当社はピーク時の2003年12月期には63億8,000万円の売上高を計上していたが、消費の低迷によりオークワや松源など同業者との競争が激化した影響で売上高が47億2,200万円まで落ち込み、和歌山市駅前店やJR和歌山駅前店（現在はテナントとして入居）の不動産売却に伴う損失により約9億円の特別損失を計上するなど資金繰りが悪化していた。その後民事再生スポンサーには、大阪府堺市に本社があるスターチェーン丸進が選定された[6]。
- 2020年11月20日 - スポンサーであったスターチェーン丸進が事業を停止し、弁護士に一任したことから事業を停止（スターチェーン丸進は2021年2月19日に大阪地方裁判所堺支部から破産手続開始決定）[6][7]。
- 2021年6月22日 - 和歌山地方裁判所から破産手続開始決定を受ける[1][2][6]。

## 過去に存在した店舗
- 和歌山市 - 和歌山市駅前店、堀止店（2010年1月8日閉鎖）、太田店（2010年1月9日閉鎖）紀三井寺店、JR和歌山駅前店、県庁前店、和歌浦店